# Bălțați
Bălțați is een Roemeense gemeente in het district Iași.

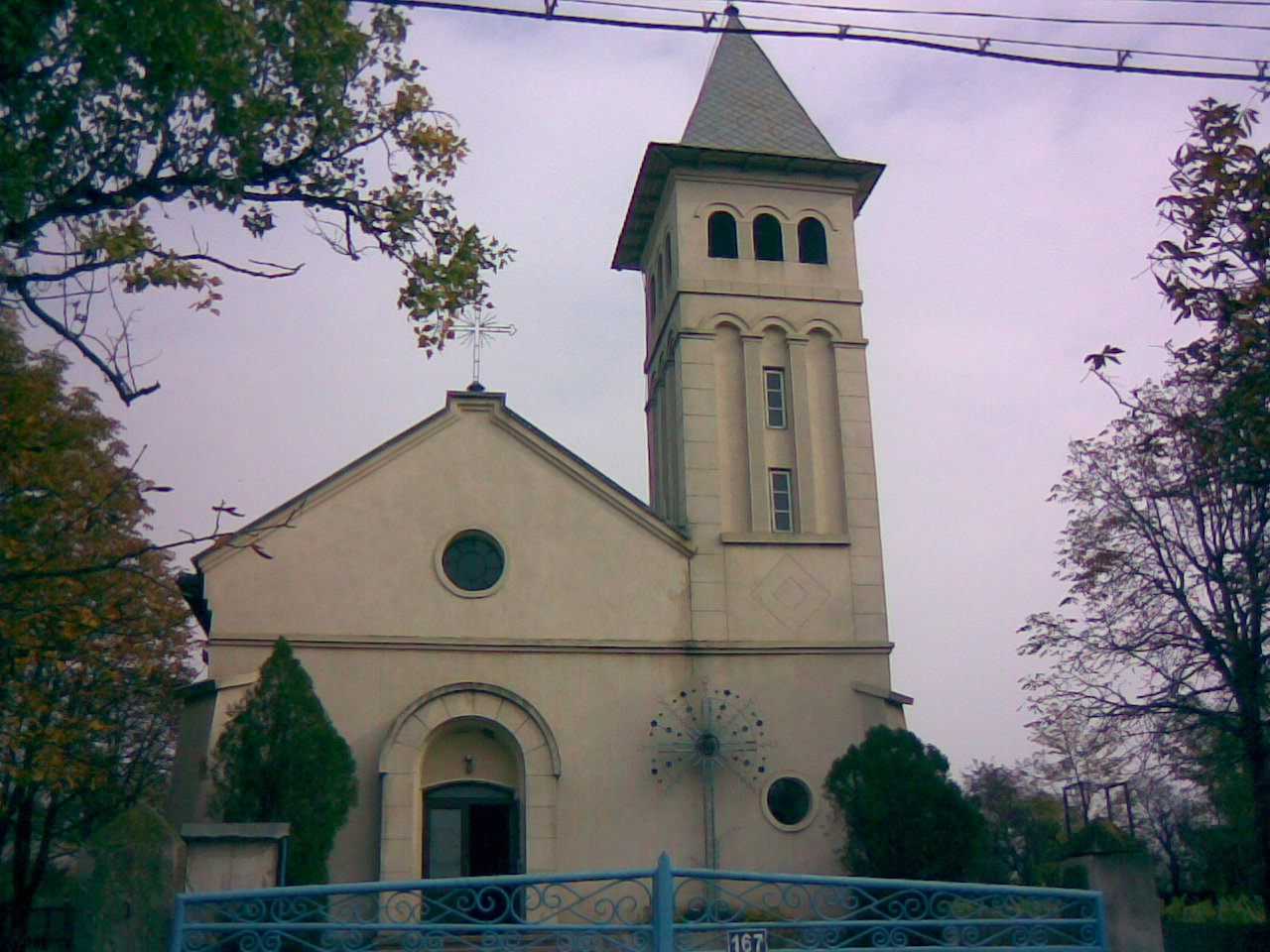
Bălțați

Bălțați telt 5220 inwoners.